# SG Flensburg-Handewitt
SG Flensburg-Handewitt er en håndboldklub i Flensborg og Hanved, som spiller i den tyske Bundesliga. Klubben blev stiftet i 1990.
Klubben har i gennem tiden haft en del danske spillere såsom: Thomas Mogensen, Lasse Svan Hansen, Anders Zachariassen, Henrik Toft Hansen, Rasmus Lauge Schmidt, Lars Christiansen. Jan E. Jørgensen var den første dansker i klubben. På grund af de mange danske og nordiske spillere blev klubben også kaldt Danskerklubben. Klubbens træner siden juli 2017 er Maik Machulla. Flensburg-Handewitt har hjemmebane i Flens-Arenaen (tidligere Campushalle) i Flensborg. Klubben er opkaldt efter Flensborg og Hanved (på tysk Handewitt).

## Historie
SG Flensburg-Handewitt blev dannet i 1990 som en fusion af håndboldgrupperne fra TSB Flensburg og Handewitter SV. Begge havde indtil da spillet flere år i anden og delvis også i første liga. Håndboldgruppen fra Hanved dannede allerede siden 1978 et fællesskab med håndboldspillerne fra ETSV Flensburg-Weiche som SG Weiche-Handewitt. Sidstnævnte deltager siden 1990 ikke mere i den nye fusion.
Indtil den nye Campushalle blev indviet i december 2001, var Fördehalle (Fjordhalle) på Friserbjerget klubbens hjemmebane. Fördehalle gav plads til op til 3500 tilskuere. Indtil 1995 benyttede klubben sig af Vikinghallen i Hanved med 2000 sidde- og ståpladser. Den nuværende Flens-Arena har en kapacitet på 6.500 pladser. 
Den 2. juni 2010 spillede Lars Christiansen sin sidste officielle kamp i den flensborgske Campushalle. Han har i 14 sæsoner været aktiv i Flensborg og var sammen med blandt andet Jan Holpert og Johnny Jensen en identifikationsfigur for håndboldsporten fra Flensborg. Også Erlend Mamelund har i en kort periode spillet for Flensborg. Andre forhenværende spillere er Christian Hjermind, Lars Krogh Jeppesen, Jan Eiberg Jørgensen, Glenn Solberg, Marcin Lijewski, Søren Stryger og Ljubomir Vranjes. Forhenværende trænere er Per Carlén (2008–2010), skåningen Kent-Harry Andersson (2003–2008) og Erik Veje Rasmussen (1998-2003). 
Klubbens største successer var de tyske mesterskaber i Bundesligaen i 2004, 2018 og 2019, finalen i EHF Cuppen 2004 og 2007 samt sejr i DHB-pokalen i 2003, 2004 og 2005. Med en 30-28-finalesejr over THW Kiel vandt håndboldspillere fra Flensburg-Handewitt den 1. juni 2014 for første gang Champions League. I 2001 blev Flensborg vinder af Cup Winners' Cup med en sejr over Ademar Leon. I 2004 og 2007 var klubben Champions League-finalist. Ni gange var klubben tysk vicemester. Håndboldklubbens største konkurrenter var i de sidste år THW Kiel og HSV Hamburg. Også ungdomsholdene har haft stor succes. I fjordbyen blev der i 2004 og i 2009 vundet det tyske mesterskab og ungdomsholdene blev flere gange landsmesterskaberne. I 2008 åbnede klubben et håndboldakademi med tilhørende kostskole. Her skal landets bedste ungdomsspillere og også spillere fra udlandet få chancen til, at udvikle som professionelle. 
Klubbens andet hold spiller for tiden i regionalligaen, efter at holdet i årene 1992 til 1999 og igen i 2001 og 2003 kunne spille i den anden liga. Klubbens tredje hold spiller i overligaen.
For at støtte håndboldspillere dannede sig tre fanklubber. Allerede i 1992 blev fanklubben Die Wikinger oprettet. Senere fulgte Hölle Nord (1995) og Nordlichter (2005). Sidstnævnte vil integrere de mange danske fans.

## Spillertruppen 2021-22
| Målvogtere - 01 Benjamin Burić - 20 Kevin Møller Venstre fløje - 14 Hampus Wanne - 31 Emil Jakobsen Højre fløje - 11 Lasse Svan Hansen (c) - 19 Marius Steinhauser Stregspillere - 04 Johannes Golla - 05 Simon Hald - 66 Anton Lindskog | Venstre backs - 22 Mads Mensah Larsen - 33 Aaron Mensing - 64 Lasse Møller Playmakere - 23 Gøran Johannessen - 24 Jim Gottfridsson Højre backs - 32 Franz Semper - 34 Teitur Örn Einarsson - 77 Magnus Abelvik Rød |

## Seneste sæsoners placeringer
| Sæson   | Placering i Bundesliga |
| ------- | ---------------------- |
| 2022/23 | 4                      |
| 2021/22 | 4                      |
| 2020/21 | 2                      |
| 2019/20 | 2                      |
| 2018/19 | 1                      |
| 2017/18 | 1                      |
| 2016/17 | 2                      |
| 2015/16 | 2                      |
| 2014/15 | 3                      |
| 2013/14 | 3                      |
| 2012/13 | 2                      |
| 2011/12 | 2                      |
| 2010/11 | 6                      |
| 2009/10 | 3                      |
| 2008/09 | 5                      |
| 2007/08 | 2                      |
| 2006/07 | 3                      |
| 2005/06 | 2                      |
| 2004/05 | 2                      |
| 2003/04 | 1                      |
| 2002/03 | 2                      |
| 2001/02 | 4                      |
| 2000/01 | 3                      |